# Таїрсу
Таїрсу (тадж. Тоҳирсу) — невеличка річка в Таджикистані, притока Аму-Дар'ї. Річка розташована у невисоких горах, її живлення снігово-дощове, її вода відрізняється дуже високою мінералізацією (200—1500 мг/л) та кількістю зважених твердих частинок. Стік річки дуже нерівномірний, повінь триває біля чотирьох місяців із піком в квітні, за цей період стікає 70-90 % річного стоку річки. Річка часто вважається найгарячішою у світі — максимальна зареєстрована температура її води становить 45 °C.

## Загальні характеристики
Довжина річки — 118 км, площа басейну — 1 860 км².
Живлення — переважно снігове і дощове .
Пересічний показник витрат води — 9,97 м³/с.